# Ксюэреб, Даниель
Дание́ль Ксюэре́б (фр. Daniel Xuereb; 22 июня 1959, Гардан, Буш-дю-Рон) — французский футболист, нападающий. Олимпийский чемпион 1984 года.

## Карьера
Первым клубом Даниеля Ксюэреба стал «Лион». Он играл в нём с 1977 по 1981 год и за это время провёл 95 матчей, забив 23 гола. После этого Ксюэреб перешёл в «Ланс». С ним он в сезоне 1982/83 стал бронзовым призёром чемпионата Франции. Всего за 5 лет в клубе из Па-де-Кале Даниель сыграл 164 матча и забил 39 голов. В 1986 году, после чемпионата мира, Ксюэреб стал игроком столичного «Пари Сен-Жермен». В течение двух лет он защищал цвета этого клуба, после чего ушёл в «Монпелье». С этой командой в сезоне 1989/90 он стал обладателем Кубка Франции. В финале «Монпелье» выиграл 2:1 у «Расинга» в дополнительное время. С 1991 по 1993 год выступал за «Марсель» и «Тулон», выиграв в сезоне 1991/92 с марсельским клубом чемпионат страны.
На Олимпийских играх 1984 года 25-летний Ксюэреб был лидером нападения сборной Франции. В 1/4 финала он забил оба мяча в игре против Египта (2:0). В полуфинале на 119-й минуте забил 4-й мяч в ворота Югославии (4:2). 11 августа в финале против Бразилии (2:0) забил второй мяч французов через 5 минут после того, как Франсуа Бриссон открыл счёт.

## Достижения
«Монпелье»
- Обладатель Кубка Франции: 1989/90

 «Марсель»
- Чемпион Франции: 1991/92